# Palavecino (municipalité)
Pour les articles homonymes, voir Palavecino.
Palavecino est l'une des neuf municipalités de l'État de Lara au Venezuela. Son chef-lieu est Cabudare. En 2011, la population s'élève à 174 099 habitants.

## Géographie

### Subdivisions
La municipalité est divisée en trois paroisses civiles avec, chacune à sa tête, une capitale (entre parenthèses) :
- Agua Viva (Agua Viva) ;
- Cabudare (Cabudare) ;
- José Gregorio Bastidas (Los Rastrojos).